# دوغ كيرسليك
دوغ كيرسليك هو لاعب هوكي الجليد كندي، ولد في 3 مارس 1950 في ساسكاتون في كندا، وتوفي في 25 أبريل 2015.

## وصلات خارجية
- دوغ كيرسليك على موقع EliteProspects.com (الإنجليزية)
- دوغ كيرسليك على موقع HockeyDB.com (الإنجليزية)
- دوغ كيرسليك على موقع Hockey-Reference.com (الإنجليزية)